# سيلينة مرصوصة الأزهار
السيلينة مرصوصة الأزهار[محل شك] (باللاتينية: Silene confertiflora) نوع نباتي يتبع جنس السيلينة من الفصيلة القرنفلية.

## الموئل والانتشار
موطنها بلاد الشام ومصر وتركيا وأرمينيا.